# The Knickerbocker Weekly
The Knickerbocker Weekly was een Nederlands- en Engelstalig tijdschrift, dat zich richtte op Nederlanders die voor en tijdens de Tweede Wereldoorlog naar de Verenigde Staten waren geëmigreerd. Het blad werd van 1941-1947 wekelijks uitgegeven door de Netherlands Publishing Corporation Inc. in New York, gesitueerd op de vijftigste etage van het Radio City-gebouw in het Rockefeller Center. Een van de hoofdredacteuren was de uit Nederland geëmigreerde voormalige thesaurier-generaal L.A. Ries.
Na 1947 werd het tijdschrift voortgezet onder de titel The Knickerbocker, the Netherlands magazine.
De Nederlandse kinderboekenschrijver Paul Biegel schreef voor het blad twee verhalen, die in september 1946 werden gepubliceerd. In 1946 publiceerde ook de dichter en schrijver Leo Vroman een verhaal in The Knickerbocker Weekly.